# Mittenwalde (Uckermark)
Mittenwalde, även kallad Mittenwalde (Uckermark) för att särskilja den från andra orter med namnet, är en ort och kommun i östra Tyskland, belägen i Landkreis Uckermark i förbundslandet Brandenburg, mellan städerna Prenzlau och Templin. Kommunen har 406 invånare (2012) och administreras som del av kommunalförbundet Amt Gerswalde.
Till kommunens viktigaste byggnadsminnen räknas Mittenwaldes bykyrka från 1200-talet och Blankensees herrgård. Herrgården (eller slottet) i Blankensee uppfördes 1864 under Friedmund von Arnim som var son till Bettina von Arnim och Achim von Arnim.
Samhället uppkom kring en större gårdsbyggnad med park, ekonomibyggnader och mindre hus för gårdens bönder och arbetare. Riddaren von Mittenwalde som gav orten sitt namn kom från Thüringen. I en bok över fastigheter från 1375 som skapades under kejsare Karl IV förtecknades samhället för första gången. Året 1440 gick egendomen över till adelssläktet von Berg som var ägare fram till 1802. Efter Andra världskriget blev ägorna exproprierad och landet gick över till så kallade nybönder. Mittenwalde drabbades hård av Trettioåriga kriget där kyrkan och de flesta hus blev förstörda. Utöver bönder fanns i Mittenwalde vid början av 1800-talet tre hjulmakare, en traktör och ett tegelbruk.
Den kring 1920 inrättade järnvägslinjen mellan Prenzlau och Templin med hållplats i Mittenwalde blev året 2000 inställd.
Mittenwalde ligger vid biosfärområdet Schorfheide-Chorin, vilket har ökat turismen på orten.